# Anthony Kumpen

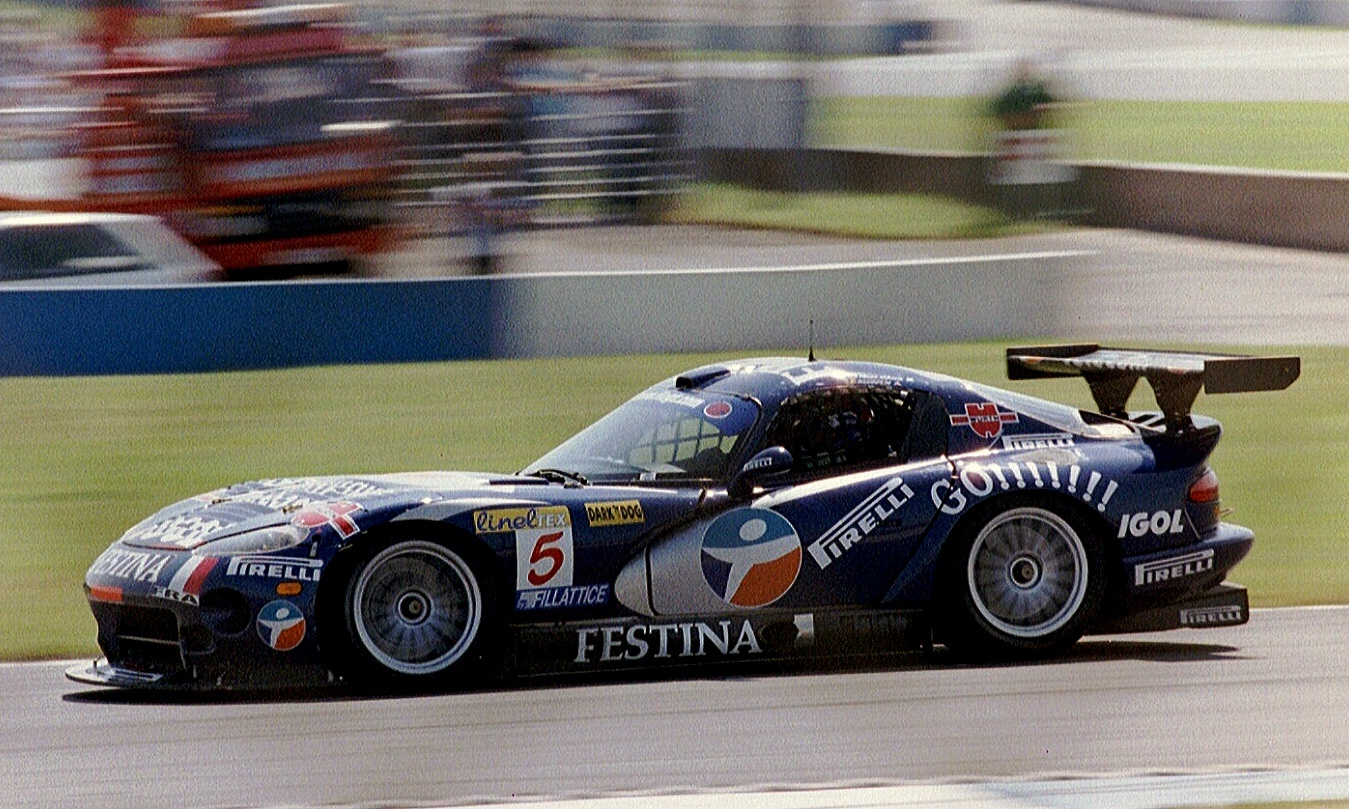
Der von Anthony Kumpen beim 500-km-Rennen von Donington 2003 gefahrene Chrysler Viper GTS-R

Anthony Kumpen (* 3. November 1978 in Hasselt) ist ein belgischer Autorennfahrer.

## Familie
Hineingeboren in eine motorsportbegeisterte Familie, ergriff Anthony Kumpen den Beruf eines professionellen Rennfahrers. Sein Vater Paul Kumpen war 1987 belgischer Rallycross-Meister, gründete den Rennstall PK Carsport und ist neben seinen Aktivitäten Bauunternehmer 50%-Eigentümer von Ridley Bikes. Sein Onkel Robert fuhr Rallyes und dessen Tochter Sophie (Die Cousine von Anthony Kumpen) war von 1998 bis 2008 mit Jos Verstappen verheiratet. Deren gemeinsamer Sohn ist der Formel-1-Weltmeister Max Verstappen.

## Karriere als Rennfahrer
Anthony Kumpen war als GT-Rennfahrer bekannt und erfolgreich. In den frühen 2000er-Jahren startete er in der FIA-GT-Meisterschaft und der Belcar, der belgischen GT-Meisterschaft wo er 2000 im Chrysler Viper GTS-R den zweiten Endrang erreichte. 2004, 2006 und 2007 gewann er diese Rennserie und wurde belgischer GT-Meister. Ein weiterer Meisterschaftserfolg war der zweite Rang in der FIA-GT-Meisterschaft 2009. Kumpen und Teamkollege Mike Hezemans fuhren einen Chevrolet Corvette C6.R und hatten am Jahresende nur zwei Punkte Rückstand auf das Maserati MC12-Duo Michael Bartels/Andrea Bertolini.
In den 2010er-Jahren startete er in der Blancpain GT Series und war ab 2014 regelmäßiger Teilnehmer der NASCAR Whelen Euro Series. 2014 und 2016 gewann der die Gesamtwertung. Anthony Kumpen ist Rekordsieger des 24-Stunden-Rennens von Zolder, das er sechsmal gewann. Außerdem siegte er 2009 beim 24-Stunden-Rennen von Spa-Francorchamps. Nach seinem Rücktritt 2018 gab er 2022 dort sein Comeback.

## Statistik

### Le-Mans-Ergebnisse
| Jahr | Team                 | Fahrzeug             | Teamkollege         | Teamkollege         | Platzierung | Ausfallgrund     |
| ---- | -------------------- | -------------------- | ------------------- | ------------------- | ----------- | ---------------- |
| 2001 | Paul Belmondo Racing | Chrysler Viper GTS-R | Grégoire de Galzain | Jean-Claude Lagniez | Ausfall     | Unfall           |
| 2002 | Carsport Holland     | Chrysler Viper GTS-R | Gabriele Matteuzzi  | Mike Hezemans       | Ausfall     | Unfall           |
| 2003 | Carsport Holland     | Pagani Zonda GR      | David Hart          | Mike Hezemans       | Ausfall     | Getriebeschaden  |
| 2004 | Taurus Sports Racing | Lola B2K/10          | Phil Andrews        | Calum Lockie        | Ausfall     | Kraftübertragung |

### Sebring-Ergebnisse
| Jahr | Team                  | Fahrzeug             | Teamkollege   | Teamkollege     | Platzierung | Ausfallgrund    |
| ---- | --------------------- | -------------------- | ------------- | --------------- | ----------- | --------------- |
| 2002 | Team Carsport Holland | Chrysler Viper GTS-R | Mike Hezemans | Luca Cappellari | Ausfall     | Getriebeschaden |
| 2003 | Carsport America      | Pagani Zonda GR      | Mike Hezemans |                 | Ausfall     | Motorschaden    |